# 固體概念1911 DMLS半自動手槍
固體概念M1911 DMLS （英語：Solid Concepts 1911 DMLS）是一把由3D打印而成的M1911半自動手槍，發射.45 ACP口徑手枪子彈。
該手槍在2013年11月左右公開，並通過直接金屬激光燒結（DMLS）技術打印出來。它由固體概念公司生產。一把固體概念白朗寧M1911複製品可發射超過600發子彈，而不對全槍結構造成任何明顯的損害。截至2013年11月，在創建該槍的時候，使用金屬打印機來創建武器的成本在＄500,000至1,000,000之間。第一把槍，1.0版本，由34件3D打印製成的17-4不鏽鋼部件所組成。

## 產品規格
當它是空槍狀態，意即沒有裝滿彈匣時的重量為1,020.58克（36盎司，2.25磅），而扳機扣力為5磅力（22.24牛顿）。寬度為33.02毫米（1.3英寸）。機械瞄具由燕尾槽安裝的標準G.I.（USGI）以及方形缺口式照門與固定於套筒前端的片狀準星所組成，瞄準基線為162.56毫米（6.4英寸）。標準膛線纏距為1：15.8，膛線為6條陽膛與6條陰膛，從射手方向看去為右旋。該槍採用鉻鎳鐵合金625（镍铬合金）材料和不鏽鋼製部件，通過直接金屬激光燒結方式打印製成。
固體概念的白朗寧M1911複製品2.0版本由34件鉻鎳鐵合金625部件所組成（當中不包括握把片）。而兩枚由碳纖維填充的尼龙12製握把片也是由3D打印而成。與早期的3D打印塑料槍不同之處，在於M1911的槍管具有膛線。只要零件已被卸下並具清洗乾淨，沒有加工過的零件在生產和裝配過程當中可不到7分鐘以內完成。

## 打印機
截至2013年11月，德國製EOSINT M270直接金屬3D打印機獲採用以創造武器，在創建該槍時的成本在＄500,000至1,000,000之間，並使用商業級電源。該打印機亦需要氩氣和氮氣運作。

## 能力和射擊測試
根據天空新闻台的報導，固體概念公司在初步測試中表示：「它的功能非常出色，我們的常駐槍械專家已經成功發射了50發實彈，並在超過30碼（27.432公尺）處數次擊中靶心。」在隨後的測試中，它發射了超過600發實彈而並未造成任何損害。膛室可以承受於該槍械發射時所產生的20,000磅每平方英寸（140,000千帕斯卡）的膛壓。2014年9月6日，固體概念的手槍已經發射了第5,000發實彈。

## 圖集

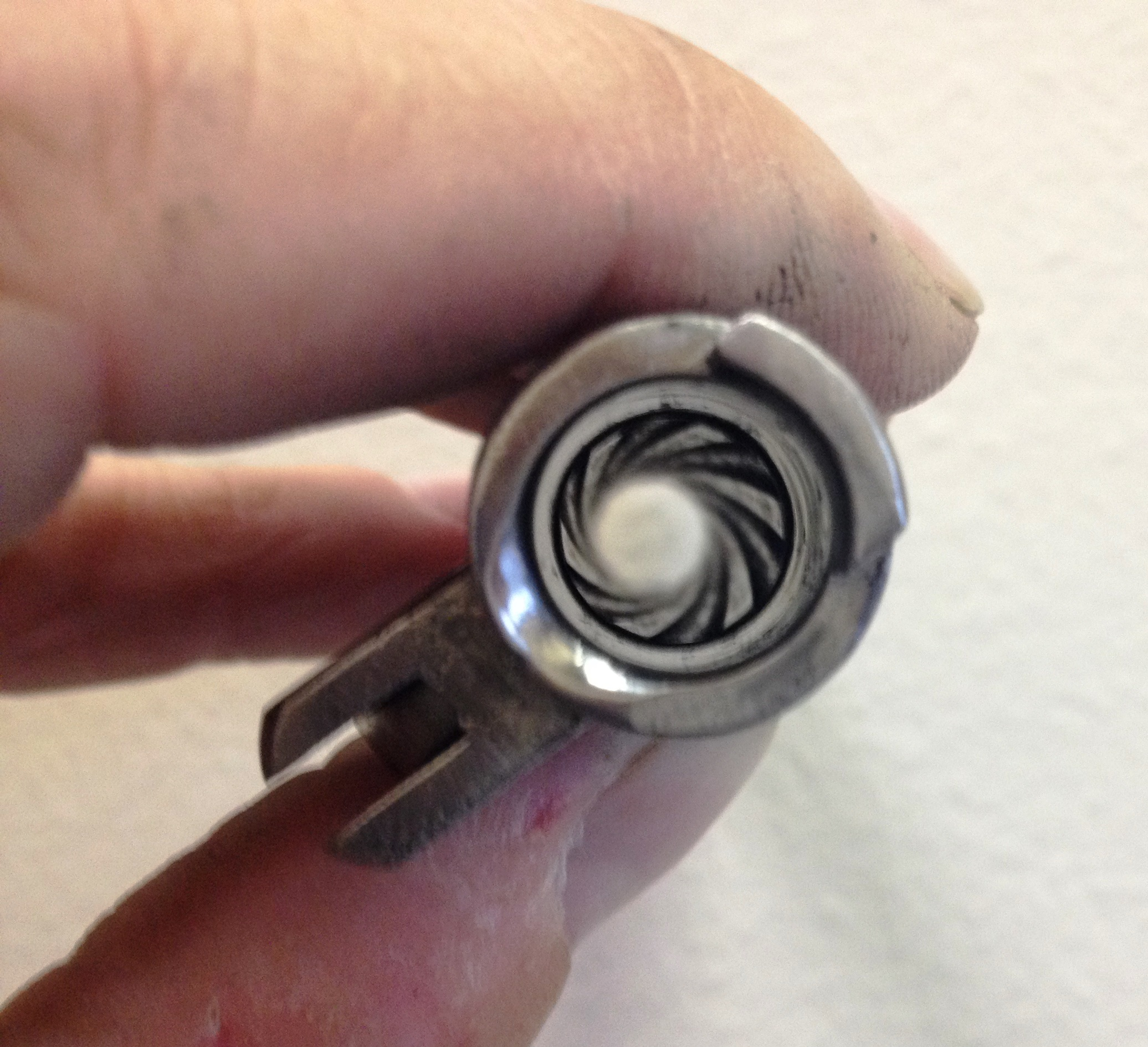
從固體概念的3D打印槍管的“膛室末端”觀望
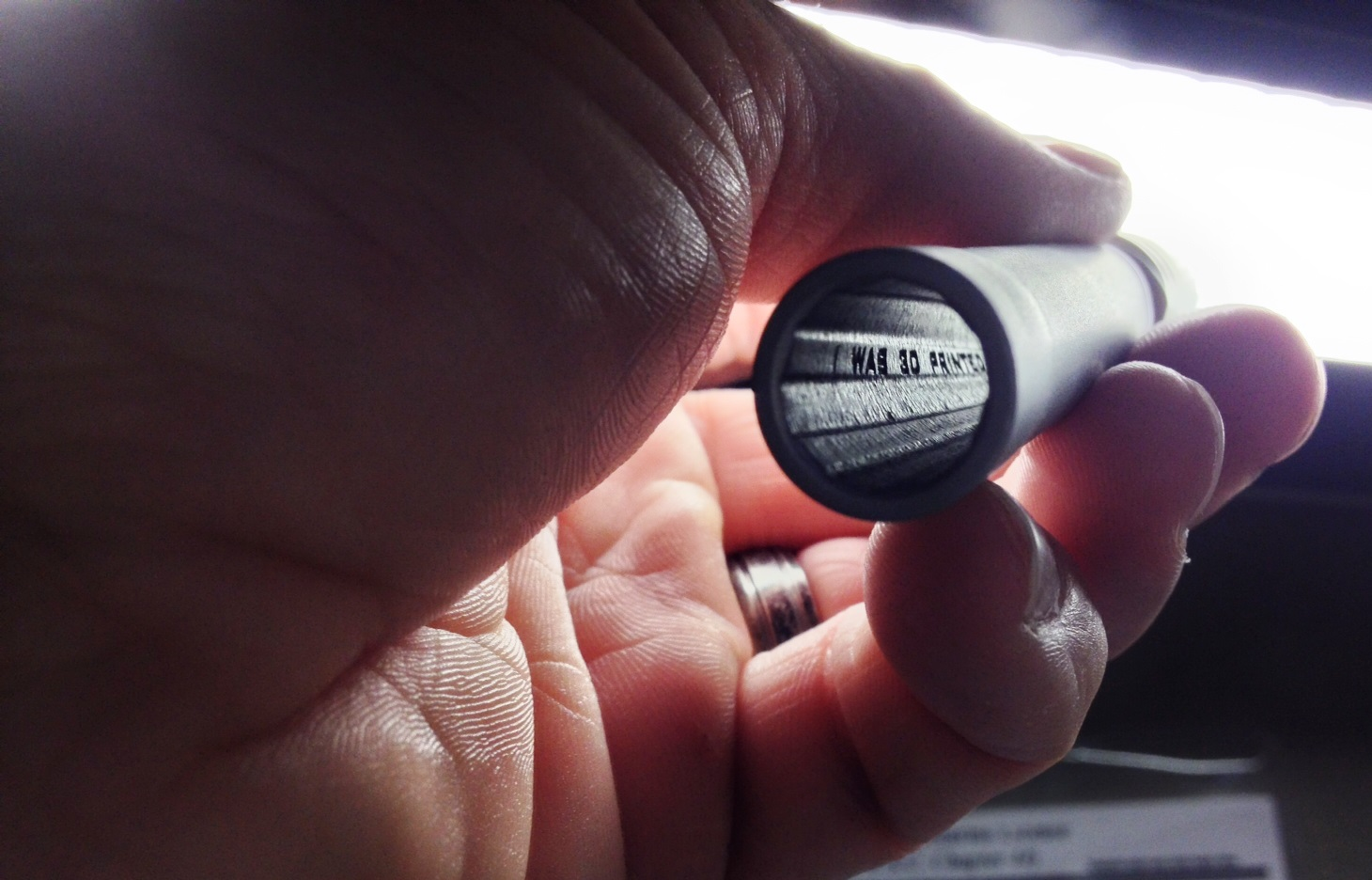
使用3D打印功能，還可在槍管以內印上文字；該槍管以內的膛線上印有「I WAS 3D PRINTED」的字句

## 資料來源及注釋
1. 1 2 3 4  First metal 3D printed gun is capable of firing 50 shots （页面存档备份，存于）, The Guardian, November 8, 2013. ()
2. 1 2 3 4 5 6 7 8 9  World’s First 3D Printed Metal Gun Successfully Fires 600+ Rounds （页面存档备份，存于）, CNS News, November 13, 2013. ()
3. ↑  5 Different 3D Printed Gun Models Have Been Fired Since May, 2013 – Here They Are （页面存档备份，存于）, 3D Print, September 10, 2014. ()
4. ↑  Solid Concepts 3D-printed 1911 gets version 2.0 （页面存档备份，存于）, Guns.com, November 20, 2013. ()
5. 1 2  3D Printed Metal Gun Hitting the Market （页面存档备份，存于）, GunDigest, January 3, 2014. ()
6. ↑  Solid Concepts manufactures first 3D-printed metal pistol （页面存档备份，存于）, Gizmag, November 8, 2013. ()
7. 1 2  Gun Review: Solid Concepts 1911 DMLS （页面存档备份，存于）, Truth about guns, December 10, 2013. ()
8. ↑  First 3D-Printed Metal Gun Fired Successfully （页面存档备份，存于）, Sky News, November 9, 2013. ()
9. ↑  意為“我是3D打印的”。